# Parque empresarial La Finca
El parque empresarial La Finca es un área de oficinas que se encuentra situado dentro el municipio español de Pozuelo de Alarcón, a las afueras de Madrid capital, dentro de la Comunidad de Madrid. El desarrollo urbanístico de la zona se produjo en la década de 1980, si bien las primeras gestiones en este sentido se realizaron varias décadas antes. En la actualidad cuenta con unos 20 edificios y constituye la sede de algunas empresas cerca de la capital.
El complejo de oficinas dispone de varias conexiones con el centro de Madrid mediante transporte público. 

## Historia
En sus orígenes el terreno se trataba de una finca localizada en el área de Somosaguas que era propiedad del Banco Urquijo. Las primeras gestiones para urbanizar la zona se realizaron en torno a 1955, si bien no sería hasta la década de 1980 cuando esto se materializó. El grupo Explosivos Río Tinto (ERT) fue el que promovió la urbanización de esta antigua finca para acoger un parque empresarial. Luis García Cereceda fue el promotor del parque empresarial proyectado por los arquitectos Alberto Martín Caballero y José Antonio Factor. Hay en proceso un sumario en torno a la hija del promotor, Susana García-Cereceda, así como otros accionistas de La Finca por un caso de evasión de impuestos que involucra a José Manuel Villarejo.

## Empresas
Entre las empresas que se encuentran en La Finca están: 
- Bloque 1: Microsoft, CACEIS
- Bloque 2: Accenture, Avanade, Tecnilógica Ecosistemas
- Bloque 3: Vitaldent, CEVA Logistics, Entrust Datacard, Finetwork.
- Bloque 4: Banco Santander, Orange
- Bloque 5: Orange
- Bloque 6: Noewe Branding
- Bloque 7: Orange
- Bloque 8: Orange
- Bloque 9: Orange
- Bloque 10: Accenture
- Bloque 11: GMA HCI, Yelmo Cines, KASPERSKY,  Grupo Senegal Parques 21,  Megafood, Fnac, Procisa, Vector Software Factory, Isban, Inmobiliaria Espacio.
- Bloque 12: Orange
- Bloque 13: Orange, Quark, Small World Financial Services, Efirenova, Deutsche Bank Credit, Stalia, Studio 5, Stonesoft, Agora Solutions, Ion Trading, Veritas Technologies, Contubernio, Zitro, Ebolution, OpenNebula Systems.
- Bloque 14: CIGNA, Astellas Pharma, Orange
- Bloque 15: AbarcaMed, ARC Insurance Broker, Digital Improvement, Digitali
- Bloque 16: Produban, Santander Tecnología
- Bloque 17: AC Hotel La Finca
- Bloque 18: Maersk
- Restaurantes y Cafeterías: Grupo Vips, Los Olivos, Natural Lunch, Lucía, Sandwich Club Café.
- Sucursales Bancarias: Banco Sabadell, BBVA
- Hoteles: Hotel AC La Finca

## Accesos a La Finca
El Parque Empresarial La Finca se sitúa en el término Municipal de Pozuelo de Alarcón, en Paseo del Club Deportivo 1.
- Metro Ligero (Metro Ligero 2, Somosaguas Centro), con conexión directa a Aravaca y a Colonia Jardín
- Autobuses: 
  - Desde Aluche: 562,564 y 561 (tráfico fluido) 15 minutos.
  - Desde Chamartín Autobús 815 (tráfico fluido) 40 minutos.
  - Desde Moncloa Autobús 658 (tráfico fluido) 30 minutos.
- Vehículo Privado: Accesos desde M502, M503 y M40. Desde Moncloa (tráfico fluido) 10 minutos. Desde el Aeropuerto de Barajas (tráfico fluido) 35 minutos.

El Parque Empresarial gestiona líneas de autobuses con comunicación directa a diferentes puntos de Madrid; pero solo para internos. Los externos que trabajan en estas empresas no tienen derecho a su uso. El ayuntamiento de Pozuelo ha creado una zona 'roja' en la calle, en la que se puede aparcar a razón de 2€ al día.